# Platyoides grandidieri
Platyoides grandidieri is een spinnensoort uit de familie Trochanteriidae. De soort komt voor in Kenia, Madagaskar, Aldabra en Réunion.